# 王偉 (正統進士)
王偉（1418年—1469年），字士英，又字彥號，湖廣攸縣人，住長沙北門。明朝政治人物。諡忠敏公。

## 生平
早年隨父謫戍宣府。正德六年辛亥，明宣宗北巡時，獻《安邊頌》，命補保安州學生。英宗正統元年（1436年），登丙戌科進士，改庶吉士，授戶部主事。土木堡之變后，命擔任監察御史，召集民壮守廣平。于謙薦為兵部職方司郎中，多有功績，升爲兵部右侍郎。明英宗復辟后，王偉被視為于謙黨連坐罷免。
明憲宗成化三年八月，召赴京恢復官職，當初石亨构陷于谦等党，逆镂板榜示天下，遂請求燒毀白琦所鏤板。五年二月告病辭職，病愈後，四月赴京至济宁而卒，年五十三，赐祭葬如例。

## 事跡
王偉出外巡視邊境時，有叛人小田兒充當敵方間諜，于謙叫王偉解決他。恰逢小田兒隨貢使入境，行至陽和城，被明軍設計斬殺，使者不敢質問。
王偉雖為于謙引薦，但擔心嫉妒于謙的人視其為朋附，於是密奏于謙的過失以自辯。明景帝把其奏摺轉給于謙，于謙叩頭謝罪。明景帝問「吾自知卿，何謝為？」于謙走出后，王偉問皇上說了什麽。于謙笑道：「我有失，望君面規我，何至爾邪？」隨後出示奏摺，王偉羞愧不已。又急于仕进，曾在兵部揭揚于谦的短处，于谦语于人曰：王士英宁忧不得吾此位耶？何用汲汲如此！
當時御史臺與六部各清吏司行文，某御史自恃言官清高，大書自己姓名，傳聞王偉心生厭惡，口占一首：「諸葛大名垂宇宙，今人名大欲何如？雖於事體無妨礙，只恐文房費墨多。」一時傳為佳話。

## 著作

### 《安邊頌》[4]
洪蒙肇叛函夏無塵帝驟王馳夷狄歸心閱茲夷人煽惑神京我明啟運一掃永清既厯(歷)四朝泰宇底甯夷黨匪茹復擾邊廷我王赫怒整旅親征金光鏡野電摰雷轟所向風靡乘勝逐奔兆民樂業庶尹慶成小臣作頌敢告虎賁